# Cissus heyneana
Cissus heyneana är en vinväxtart som beskrevs av Ernst Gottlieb von Steudel. Cissus heyneana ingår i släktet Cissus och familjen vinväxter. Inga underarter finns listade i Catalogue of Life.